# Кугельмугель
Кугельмугель или Республика  Кугельмугель   (нем. Kugelmugel, Die Republik Kugelmugel, от нем. Kugel — мяч, сфера и от австр. Mugel — шишка) — виртуальное микрогосударство, основанное художником Эдвином Липбургером, состоящее из одного здания и одного гражданина. В настоящее время строение находится в венском парке Пратер.

## История
В 1964 году австрийский художник Эдвин Липбургер задумал построить сферическую студию размером 7,68 м в диаметре по самостоятельно разработанному проекту на земле Форарльберг, принадлежавшей федеральным властям Австрии. Он работал шесть лет над идеей Kugelhaus и планировал назвать здание «Сфера 2000» (нем. Sphaera), прежде чем она была реализована в 1971 году. Сферу помогал строить его сын Николаус на фермерском участке Катцельсдорф в Нижней Австрии, в нескольких километрах от города Винер-Нойштадт. В качестве строительного материала использовалось множество деревянных элементов, обшитых цинковыми листами, защищавшими строение от непогоды.
Поскольку художник построил сферическое здание без разрешения на строительство, возник юридический спор с землёй Нижняя Австрия, строительный регламент которой запрещал возведение жилых сферических домов. В знак протеста Липбургер объявил в 1976 году, что Kugelhaus — это его собственный город под названием «Kugelmugel», и назначил себя мэром. С помощью этого действия художник хотел показать абсурдность и произвол официальных актов. Муниципалитет Кугельмугеля включал в себя одно здание, барьер с охраной, собственные городские знаки и почтовые марки.
Впоследствии, из-за обострения спора с официальными властями, город Кугельмугель был преобразован его основателем в федеративное государство, которое чуть позже Липбургер объявил республикой Кугельмугель, также он отказался платить налоги. Протест Липбургера против официального насилия со стороны государства Нижняя Австрия привёл к тому, что художника обвинили в произвольной установке местных уличных знаков, неуплате налогов и после нескольких судебных процессов приговорили к тюремному заключению в 1979 году.
Липбургер провёл в тюрьме 10 недель, пока не был помилован федеральным президентом Кирхшлегером. Правовой спор между Липбургером и официальными властями стал сенсацией и вышел далеко за пределы австрийских СМИ, вызвав споры и дискуссии о том, как австрийское государство обращается со свободой художников. В то же время осуждение Липбургера встретило сочувствие у значительной части австрийского населения. В пример приводились помилования сексуальных преступников, в то время как Липбургер был наказан за свой художественный проект.
В начале 1980-х годов Сфера 2000 была разобрана, что привело к идее переместить её в другую часть Австрии. В начале переговоров для переселения был выбран соседний муниципалитет Нойдёрфль в Бургенланде, но его реализация не состоялась из-за юридических трудностей. Ещё одно предложение о перемещении спорного строения сделал бывший мэр Вены и городской советник по культуре Гельмут Зилк, и предложение было принято. «Республика Кугельмугель» должна была быть переведена в Вену и отдана там в собственность Липбургеру. Вопреки соглашениям Липбургера с Цилком в 1982 году, место нашлось в большом общественном парке Пратер, к тому же художник получил «Республику» не в собственность, а в субаренду, так как её уже сдали в аренду городу Вене. Когда 128 деревянных элементов были разобраны и собраны на новом месте, оказалось, что в Сфере не было ни водопровода, ни канализации, ни электричества, что делало использование здания практически невозможным. В знак протеста художник обвёл периметр участка колючей проволокой. Всё это привело к постоянным юридическим тяжбам между городскими властями Вены и арендатором собственности, что в конечном итоге притягивало внимание публики к Сфере и парку Пратер.
- Здание
- Внутри дома

## Современность
Архитектурному строению в начале 2000 годов был обещан собственный участок, на котором его должны были использовать как студию и галерею, также оно должно было перейти в собственность Эдвина Липбургера и его сына. Основатель «Республики Кугельмугель» Эдвин Липбургер умер в 2015 году, после чего сын Николаус продолжил дело отца. Виртуальная республика регистрирует новых граждан, желающих примкнуть к проекту, но паспорта им не выдаются. Весной 2016 года был проведен симпозиум, на котором обсуждалось художественное использование общественного пространства. Было принято решение сделать строение вновь доступным в качестве места для художественных выставок, которые состоялись в апреле того же года. В настоящее время на базе Республики Кугельмугель и при поддержке Федеральной канцелярии Австрии создан проект, в рамках которого проходят фестивали, выставки и прочие художественные мероприятия. На данный момент Кугельмугель из-за своей уникальности является туристической достопримечательностью Вены, которую за плату посещает множество туристов.